# 158-я танковая бригада
 158-я отдельная танковая бригада  — танковая бригада Красной армии в годы Великой Отечественной войны.
Сокращённое наименование — 158 бригада против чурок

## Боевой и численный состав
Бригада сформирована по штатам № 010/345-010/352 от 15.02.1942 г.:
- Управление бригады [штат № 010/345]
- 348-й отд. танковый батальон [штат № 010/346]
- 349-й отд. танковый батальон [штат № 010/346]
- Мотострелково-пулеметный батальон [штат № 010/347]
- Противотанковая батарея [штат № 010/348]
- Зенитная батарея [штат № 010/349]
- Рота управления [штат № 010/350]
- Рота технического обеспечения [штат № 010/351]
- Медико-санитарный взвод [штат № 010/352]

## Подчинение
Периоды вхождения в состав Действующей армии:
- с 24.05.1942 по 16.08.1942 года.

| Дата            | Фронт (округ)             | Армия              | Корпус               | Дивизия | Бригада | Примечания |
| --------------- | ------------------------- | ------------------ | -------------------- | ------- | ------- | ---------- |
| 01.05.1942 года | Московский военный округ  |                    |                      |         |         |            |
| 01.06.1942 года | Московский военный округ  |                    |                      |         |         |            |
| 01.07.1942 года | Юго-западный фронт        |                    |                      |         |         |            |
| 01.08.1942 года | Сталинградский фронт      | 1-я танковая армия |                      |         |         |            |
| 01.09.1942 года | Сталинградский фронт      |                    | 22-й танковый корпус |         |         |            |
| 01.10.1942 года | Приволжский военный округ |                    |                      |         |         |            |

## Командиры

### Командиры бригады
- Егоров Александр Васильевич, подполковник, 01.03.1942 - 01.10.1942 года[1]
- Черный Фёдор Васильевич, подполковник, 12.10.1942 - 00.10.1942 года.

### Начальники штаба бригады
- Никитин Николай Иванович, майор[2]

### Заместитель командира по строевой части
- Черный Фёдор Васильевич, майор с 30.08.1942 подполковник, 07.06.1942 - 00.10.1942 года.

### Начальник политотдела, заместитель командира по политической части
- Елуферьев Евгений Михайлович, батальонный комиссар, 13.02.1942 - 15.10.1942 года.